# Boris Wassiljewitsch Snetkow

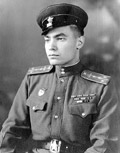
Boris Snetkow (1945)

Boris Wassiljewitsch Snetkow (russisch Борис Васильевич Снетков; * 27. Februar 1925 in Saratow; † 18. September 2006 in Moskau) war ein sowjetischer Armeegeneral und von 1987 bis 1990 Oberkommandierender der Gruppe der Sowjetischen Streitkräfte in Deutschland (GSSD).

## Leben

### Zweiter Weltkrieg
Snetkow wurde 1942 zur Roten Armee eingezogen. Er absolvierte im Oktober 1943 einen Schnellkurs an der 2. Kiewer Militärschule für Panzerartillerie und wurde im November 1943 als Kommandant einer Selbstfahrlafette (SU-152) an die Front kommandiert. Er arbeitete als Adjutant des Regimentskommandeurs, als Chef der Aufklärung und Gehilfe des Stabschefs für Aufklärung des 9. Panzerregiments. Snetkow kämpfte im Bestand der 1. Ukrainischen Front, der 3. Weißrussischen Front und der 1. Fernostfront. Das Ende des Zweiten Weltkrieges erlebte er als Hauptmann. 1945 wurde er Mitglied der Kommunistischen Partei der Sowjetunion (KPdSU).

### Nachkriegszeit
Snetkow absolvierte verschiedene Weiterbildungsmaßnahmen an der Militärakademie für Panzerkräfte „J.W. Stalin“ von 1950 bis 1953. Von 1966 bis 1968, sowie 1975 und 1981 besuchte er die Militärakademie des Generalstabes der Roten Armee. 1972 wurde er zum Generalmajor, 1974 zum Generalleutnant, 1979 zum Generaloberst und schließlich am 7. Mai 1986 zum Armeegeneral befördert. Er durchlief in seiner Offizierskarriere verschiedene Dienststufen in folgenden Funktionen:
- Gehilfe des Regimentsstabschefs für operative Arbeit von 1946 bis 1950
- Regimentsstabschef, Chef der operativen Abteilung des Divisionsstabes, Kommandeur des Panzerregiments von 1953 bis 1965
- Stabschef der Division von 1965 bis 1966
- Panzerdivisionskommandeur von 1968 bis Mai 1971 des Kiewer Militärbezirks
- Stabschef und 1. Stellvertreter des Kommandeurs der 3. Armee von Mai 1971 bis August 1973
- Kommandeur der 1. Garde-Panzerarmee von August 1973 bis Juli 1975 im Bestand der GSSD (der Stab der Armee war in Dresden disloziert)
- 1. Stellvertreter der GSSD von Juli 1975 bis Januar 1979
- Kommandeur des Sibirischen Militärbezirks von Januar 1979 bis Oktober 1981
- Kommandeur des Leningrader Militärbezirks von Januar 1981 bis November 1987
- Oberbefehlshaber der GSSD (ab Juni 1989 der Westgruppe der Truppen) von November 1987 bis 19. Dezember 1990
- Mitglied der Gruppe der Generalinspekteure des Verteidigungsministeriums der UdSSR von Dezember 1990 bis Mai 1992

Snetkow war einer der wenigen sowjetischen Militärführer, die sich gegen den schnellen Abzug der sowjetischen Truppen aus Deutschland aussprachen. Er weigerte sich, diesen Befehl auszuführen.

„Ich werde den Abzug nicht durchführen! Marschall Schukow begründete die Gruppe der Sowjetischen Streitkräfte in Deutschland, die bekanntesten Heerführer bauten sie aus, aber ich, der 15. Oberbefehlshaber, der unbekannte General Snetkow jage sie zum Teufel?! Das kann ich nicht tun!“

Am 19. Dezember 1990 verließ er Deutschland und trat 1992 in den Ruhestand.
Daneben war Snetkow Abgeordneter des Obersten Sowjets von 1979 bis 1989, Kandidat des ZK der KPdSU von 1986 bis 1990.
Bis zu seinem Tod lebte er in Moskau und wurde dann auf dem Friedhof Trojekurowo beigesetzt.

## Auszeichnungen (Auswahl)
- Leninorden
- Orden der Oktoberrevolution (3×)
- Orden des Vaterländischen Krieges 1. Klasse (2×)
- Orden des Vaterländischen Krieges 2. Klasse
- Orden des Roten Sterns (2×)
- Orden „Für den Dienst an der Heimat in den Streitkräften der UdSSR“ 3. Klasse
- weitere Medaillen der UdSSR und anderer Staaten